# 台灣平潭海外倉
台灣平潭兩岸海外公共倉儲有限公司為中國福建省平潭綜合實驗區管委會批准設立。為中國大陸在台灣首創境外海外倉。坐落於臺北港境內關外。目的為發展兩岸跨境海空聯運資源，進出口世界各地的境外商品。

## 成立緣由
因應全球貿易型態轉變與跨境電商崛起，該公司以台灣平潭之海空聯運資源服務福建、廣東及香港地區為主的貨物。

## 業務
1. 跨境電商物流：跨境電商商品經各式物流管道以保稅之姿進入倉庫等待，待境內買家下單後，以跨境電商性質配合末端物流業者送往買家。[3]
2. 海運快件（入境中國大陸）：以集裝箱做為運輸容器，高速船舶為運輸載具，係兼具“空運速度，海運價格”特色的新模式跨境物流方式。平潭與臺灣之間往返的“海峽號”“麗娜號”即是例子。入境中國大陸時，中國大陸海關允許進口的、符合規定的所有商品都可以通過海運快件進行發貨。[4]
3. 冷鏈物流：與電商平台合作，將需要冷藏之各類生鮮水果以一條龍服務跨境送往海外買家[5]
4. 海運快遞（入境台灣）：運用與海運快件相同優勢，於入境台灣時，提供24小時以內通關服務。過程以件通關，先傳輸後申報，較現有一般海運貨物在運輸，報關時效更快且較現有空運快遞費用節省。[6]
5. 自由貿易倉儲：海外倉的建設可以讓出口企業將貨物批量發送至境外倉庫，實現本地銷售，本地配送。，以減少傳統下單模式之前段物流報關流程。[7]
6. 國際中轉：電商企業或貿易企業可以提前把商品以海空聯運中轉到目的國海外倉庫備貨，達成交易後可以直接從海外倉發貨，以降低成本及提高時效。此為運用臺灣機場之高運力與加上台灣平潭間高密集船班之運輸組合。
7. [8]

## 外部連接
- 台灣平潭兩岸海外公共倉儲有限公司的Facebook專頁

1. ↑  .   [2018-05-03]. （原始内容存档于2018-06-26）.
2. ↑  .   [2018-05-03]. （原始内容存档于2018-08-09）.
3. ↑  .   [2018-05-03]. （原始内容存档于2020-07-13）.
4. ↑  .   [2018-05-03]. （原始内容存档于2018-08-26）.
5. ↑  .   [2018-05-03]. （原始内容存档于2018-04-15）.